# جوزيف تشانغ
جوزيف تشانغ (بالإنجليزية: Joseph Chang)‏ (و. 1983 – م) هو ممثل، وممثل تلفزيوني، وممثل أفلام، من تايوان.

## وصلات خارجية
- جوزيف تشانغ على موقع IMDb (الإنجليزية)
- جوزيف تشانغ على موقع روتن توميتوز (الإنجليزية)
- جوزيف تشانغ على موقع ألو سيني (الفرنسية)
- جوزيف تشانغ على موقع أول موفي (الإنجليزية)
- جوزيف تشانغ على موقع قاعدة بيانات الفيلم (الإنجليزية)
- جوزيف تشانغ على موقع كينوبويسك (الروسية)